# Большая исламская энциклопедия
Большая исламская энциклопедия (перс.  دائرة المعارف بزرگ اسلامی‎) представляет собой сборник расположенных в алфавитном порядке статей по исламоведению, а также по истории исламской культуры и цивилизации. Статьи создаются в находящемся в Иране центре «Большая исламская энциклопедия». Её составление началось в 1983 г. По состоянию на конец ноября 2016 г. было выпущено 22 тома на персидском языке, 8 томов на арабском языке (под заголовком Да’ират ал-ма‘ариф ал-исламийат ал-кубра) и 5 томов на английском языке (под заголовком Islamica). Главным редактором этого собрания является Мухаммад-Казем Мусави Боджнурди. Перевод Энциклопедии на английский язык был начат в 2003 г. совместно с Институтом исмаилизма (Лондон): в Тегеране главным редактором выступил Мухаммад-Казем Боджнурди (главный редактор персоязычной версии), в Лондоне — Вильферд Маделунг и Фархад Дафтари (главные редакторы англоязычной версии). С Центром «Большая исламская энциклопедия» сотрудничает целый ряд известных иранских учёных. Энциклопедия считается самым подробным и значимым справочником в современном Иране и даже в других исламских странах. Общедоступна онлайн версия энциклопедии.

## Структура энциклопедии
Статьи «Большой исламской энциклопедии» включают в себя весь спектр областей исламской культуры и цивилизации, в том числе: общие понятия, термины, топонимы, фикх, догматика, хадисы, наука о достоверности хадисов, наука о передатчиках хадисов, кораническая экзегетика, калам, биографии и труды западных востоковедов и исламоведов, коранистика, политическая и социальная история, историко-политическая география ислама, исламские секты (как религиозные партии, так и богословские школы), философия и ирфан, язык и литература исламских стран, история точных и естественных наук, искусство и архитектура исламских стран, этнография, а также различные аспекты местной культуры мусульманских народов вне зависимости от их принадлежности к суннизму или шиизму.

## Перспективы издания
По сообщению официального сайта Центра, «Большая исламская энциклопедия» будет издана в 35 томах (персоязычная и арабоязычная версии), а энциклопедия «Islamica» — в 16 томах. Таким образом, процесс написания статей и перевода продолжается.
25-й том был опубликован в январе 2025 года.